# 中影公司
中影股份有限公司（英語：Central Pictures Corporation，簡稱中影、中影國際）是中華民國一家大型電影公司，總部位在臺北市中山區中影八德大樓，是在1954年合併農業教育電影公司、臺灣電影事業股份有限公司而成立，原名為中央電影事業股份有限公司（CMPC），過去與中國電視公司、中國廣播公司合稱「三中」，都是中國國民黨經營的媒體事業，直至2005年起配合陳水扁政府的黨政軍退出媒體政策而民營化。目前在全臺灣經營四處電影院，而旗下遊樂園中影文化城雖已在2015年結束營業，但同處的影視製片廠則仍持續運作。
中影在成立以來走過「健康寫實主義」到「臺灣新電影」的發展目標，迄今製作之劇情片有230多部，培植了李安、侯孝賢、蔡明亮及楊德昌等知名電影導演，成為大多數臺澎金馬人的歷史記憶的一部分；其中，深獲國際好評的有《喜宴》、《飲食男女》、《愛情萬歲》、《恐怖分子》等。中影從前擁有完整的影業垂直整合系統，從製片、攝影棚、沖印、錄音、剪輯、發行到映演機構，體系內有真善美劇院、屏東數位影城、梅花數位影院。現任董事長郭台強於2009年接手經營後，中影開始恢復電影拍攝計畫。

## 歷史

### 臺灣電影事業股份有限公司
臺灣電影事業股份有限公司（與後起的臺灣電影文化公司無關）源自二戰後由臺灣省行政長官公署宣傳委員會監理的19家日人經營戲院。1947年5月臺灣省政府在1947年5月成立後，原宣傳委員會監理的戲院改由中國國民黨臺灣省黨部接管，1947年10月1日「臺灣電影事業股份有限公司」正式成立，當時主要業務為經營電影院並代理發行影片，管轄20家電影院。1953年11月13日，臺影完成公司登記。
| 名稱       | 舊稱       | 位置   | 中影處理情形                            |
| ---------- | ---------- | ------ | --------------------------------------- |
| 大世界戲院 | 大世界館   | 台北   | 1997年移轉                              |
| 新世界戲院 | 新世界館   | 台北   | 現為台北真善美劇院                      |
| 大光明戲院 | 第三世界館 | 台北   | 1957年移轉                              |
| 芳明戲院   | 芳明館     | 台北   | 1961年移轉                              |
| 臺灣戲院   | 臺灣劇場   | 台北   | 中影成立前已處置                        |
| 新生戲院   | 大和劇場   | 羅東   | 2004年移轉                              |
| 蘇澳戲院   | 蘇澳劇場   | 蘇澳   | 中影成立前已處置                        |
| 台中戲院   | 台中座     | 臺中   | 持有部分產權                            |
| 和樂戲院   | 和樂館     | 彰化   | 中影成立前已處置                        |
| 嘉義戲院   | 嘉義座     | 嘉義   | 1984年移轉                              |
| 世界戲院   | 世界館     | 臺南   | 1968年移轉                              |
| 延平戲院   | 宮古座     | 臺南   | 持有部分產權，2018-2024為臺南真善美劇院 |
| 光復戲院   | 金鵄館     | 高雄   | 2002年移轉                              |
| 壽星戲院   | 壽星座     | 高雄   | 1981年移轉                              |
| 共樂戲院   | 共樂館     | 岡山   | 1978年移轉                              |
| 光華戲院   | 末廣館     | 屏東   | 現為屏東數位影城                        |
| 中華戲院   | 稻住館     | 花蓮   | 中影成立前已處置                        |
| 南方常設館 | 南方常設館 | 南方澳 | 中影成立前已處置                        |
| 新光戲院   |            | 玉里   | 中影成立前已處置                        |

### 農業教育電影公司
農業教育電影公司在1946年3月成立，宗旨為發展農村電化教育、提高農民知識水準，總部設於重慶市，製片廠設於南京市太平門外；同年5月，農教總部遷至南京市。1949年8月，農教總部由南京市遷至臺灣臺北市，總公司設在臺北市博愛路150號，並在臺中市東區重建製片廠，此處原為日治時期臺灣新聞社社長松岡富雄的官邸。1950年11月，農教展開製片，創業片《惡夢初醒》影劇與中國電影製片廠合作攝製。

### 中央電影事業股份有限公司

#### 公司成立
1954年8月7日，農教與臺影合併籌備會議首次召開，籌備委員有蔣經國、戴安國、謝東閔、王新衡、李葉、王星舟、屠義方、趙葉全、查石村等人，期望透過戲院收入扶植國產影片。1954年9月1日，農教與臺影合併成立「中央電影事業股份有限公司」（簡稱中影，英文名為Central Motion Picture Corporation），第一任董事長為戴安國，第一任總經理為李葉。1954年，中影發行第一部電影《梅崗春回》。1955年10月1日，中影接受委託代拍的第一部電影《山地姑娘》開拍。1956年，中影開始接受委託代拍臺語片，包含《補破網》、《金姑看羊》、《望春風》等。1959年7月17日，中影台中製片廠在借給三元公司拍攝《魔窟殺子報》途中發生火災導致攝影棚燒毀，中影也因此決定將製片廠遷至他處。1959年11月，中影決定將片場遷到臺北。1960年11月7日，位在臺北縣士林鎮外雙溪的中影新片廠動工。
1963年，中影第一部自製彩色電影《蚵女》獲得亞洲影展「翠鳳獎」最佳劇情片。1967年，中影第一大廈與新世界戲院落成開幕。1972年，辜振甫繼任中影董事長，整頓戲院，研擬開辦中影文化城。1975年1月，中影文化城完工，佔地16,000坪。1975年3月18日，中影創辦的臺灣第一家「迷你戲院」真善美劇院開幕。1978年，明驥繼任中影總經理。1979年底，中影梅花戲院落成。1982年，中影以鄉土電影開啟臺灣新電影浪潮。1984年，林登飛繼任中影總經理，以「業務掛帥」為經營方針。1991年至1996年，江奉琪與徐立功先後繼任中影總經理，以「重振新電影，進軍國際影展」為經營方針。1992年，中影取得吉卜力工作室動畫電影《紅豬》臺灣發行權。1996年，邱順清繼任中影總經理，尋求中影增資的可能性。1998年，中影跨足製作電視劇，作品有臺視《神采劇場》、三立都會台《戰國紅顏：西施》、公視《人間四月天》等。1999年，葉潛昭繼任中影董事長。
中影曾經設置內部單位「電視部」製作電視節目，電視部曾經接受臺北市政府委託製作社教節目《臺北我的家》。另外，中影曾擁有關係企業三一公司，以發行中影電影錄影帶著名，1986年曾經製作中華電視公司社教節目《電影介紹》。

#### 政黨退出經營
2005年12月24日，隨著黨政軍退出媒體政策，中國國民黨持有的中影股份移轉由榮麗投資公司（中國時報集團的控股公司）擁有。中影營運政策改以資產處分為主，停止經營電影拍攝、製作、發行等業務。2006年，蔡正元繼任中影董事長。中影陷入股東經營權爭議，營運停頓。2月28日，中影文化城及製片廠宣布停止營運。文化城留下5位員工，與鄰近的中影製作中心續留人員共約10人，看管中影片庫及文化城內電器設備。5月，中影其他民間股東接續經營中影，並回聘部份電影專業技術人員，恢復電影後製業務。2007年7月，中影臨時股東會全面改選董事、監察人，富聯國際投資股份有限公司代表林麗珍擔任中影董事長，中影逐步恢復影片出租與後製業務。
2007年，郭台強聲稱取得42％中影股權而應支付新臺幣16億元給中央投資公司，但至2007年10月2日只實際支付新臺幣2億元，因此將價值新臺幣14億元中影股票質押給中央投資公司；中央投資公司宣稱已於2007年6月12日收到郭台強新臺幣19億元，並非事實。郭台強雖已指派林麗珍擔任中影新任董事長，但因經濟部和行政院新聞局凍結中影的登記事項，尚不得變更董事長登記，蔡正元認為他仍然尚是中影法律上的董事長。蔡正元基於以上兩點，為免虛擬交易困擾國人，且中影股權亦應按照實質出資比例分配，仍應繼續擔任中影董事長至中國國民黨及當時黨主席馬英九與郭台強釐清股權爭議後方可卸任。2007年9月7日，中影梅花戲院宣布暫停營業。

### 中影股份有限公司
2009年，郭台強繼任中影董事長，推動中影資產活化。中影全名改為「中影股份有限公司」，英文名稱為「Central Pictures Corporation」，和靖天傳播合作在中華電信MOD第66頻道成立「中影電影台」，是專播中央電影公司電影的頻道（2013年7月1日轉型為「靖天映畫」，不再專播中央電影公司電影），並將中影所有的947部影片移交國家電影資料館典藏。2010年，中影重新出發，首波計畫為修復六部經典電影，包括《戀戀風塵》、《恐怖分子》、《愛情萬歲》、《飲食男女》、《徵婚啟事》、《熱帶魚》，並開拍陳大璞導演的《皮克青春》與林育賢導演的《翻滾吧！阿信》，同時宣佈投資魏德聖導演的史詩鉅片《賽德克·巴萊》。中影梅花戲院改名為「梅花數位影院」，轉型為文創數位影院。2012年，屏東數位影城為因應國賓影城進駐屏東縣屏東市，斥資改裝升級，並推出會員卡。出版電影《女朋友。男朋友》、《親愛的奶奶》。
2019年7月，位在臺中市霧峰區的原台灣電影文化城改造為「中臺灣影視基地」開幕，是臺灣最大的室內收音棚及唯一的水拍攝基地，臺中市政府以公辦民營方式經營，由中影取得15年經營權。2021年8月23日，中影與不當黨產處理委員會簽署行政和解契約，中影承諾向臺灣銀行貸款新臺幣9億5千萬元匯入黨產會所指定之中央銀行帳戶，中影330部國片的版權歸為國有。
2024年8月1日，臺南真善美劇院結束營業。
2025年4月30日，梅花數位劇院結束營業。

## 歷任首長
| 任別   | 姓名   | 任期           |
| 董事長 | 董事長 | 董事長         |
| ------ | ------ | -------------- |
| 第1任  | 戴安國 | 1954年         |
| 第2任  | 辜振甫 | 1972年         |
| 第3任  | 錡     |                |
| 第4任  | 蔡孟堅 |                |
| 第5任  | 劍虹   |                |
| 第6任  | 胡健中 |                |
| 第7任  | 葉潛昭 | 1999年         |
| 第8任  | 蔡正元 |                |
| 第9任  | 林麗珍 |                |
| 第10任 | 郭台強 |                |
| 總經理 |        |                |
| 第1任  | 李葉   |                |
| 第2任  | 王星舟 |                |
| 第3任  | 李潔   |                |
| 第4任  | 龔弘   |                |
| 第5任  | 明驥   | 1978年－1984年 |
| 第6任  | 林登飛 | 1984年         |
| 第7任  | 江奉琪 | 1991年         |
| 第8任  | 徐立功 |                |
| 第9任  | 邱順清 | 1996年         |
| 第10任 | 林坤煌 | 2010年         |

## 營業據點
| 機構名稱       | 圖片           | 設立年份 | 地址                                     | 設施            |
| -------------- | -------------- | -------- | ---------------------------------------- | --------------- |
| 影視製片廠     | 中影影視製片廠 | 1974     | 台北市士林區至善路二段34號               |                 |
| 台北真善美劇院 | 台北真善美劇院 | 1996     | 台北市萬華區漢中街116號7樓（新世界大樓） | 共有2間標準影廳 |
| 屏東數位影城   | 屏東數位影城   | 1945     | 屏東縣屏東市民生路248號                  | 共有8間標準影廳 |

## 評論與評價
知名導演張毅曾表示，當年為中央電影公司拍戲，可以一句「沒什麼好看」形容，十幾分鐘的戲不翼而飛，白道掌控意識形態，發行又被黑道左右，才讓他興起「不如歸去吧」。張毅認為：「臺灣的電影必須對當代有意義，否則就算出了幾個藝術導演也沒有意義。」然而眾所周知的，張毅導演亦是因1986年與蕭颯的婚變問題，造成蕭颯、張毅、楊惠姍三人分別退出影壇、文壇。